# Сент-Луїс Кардиналс

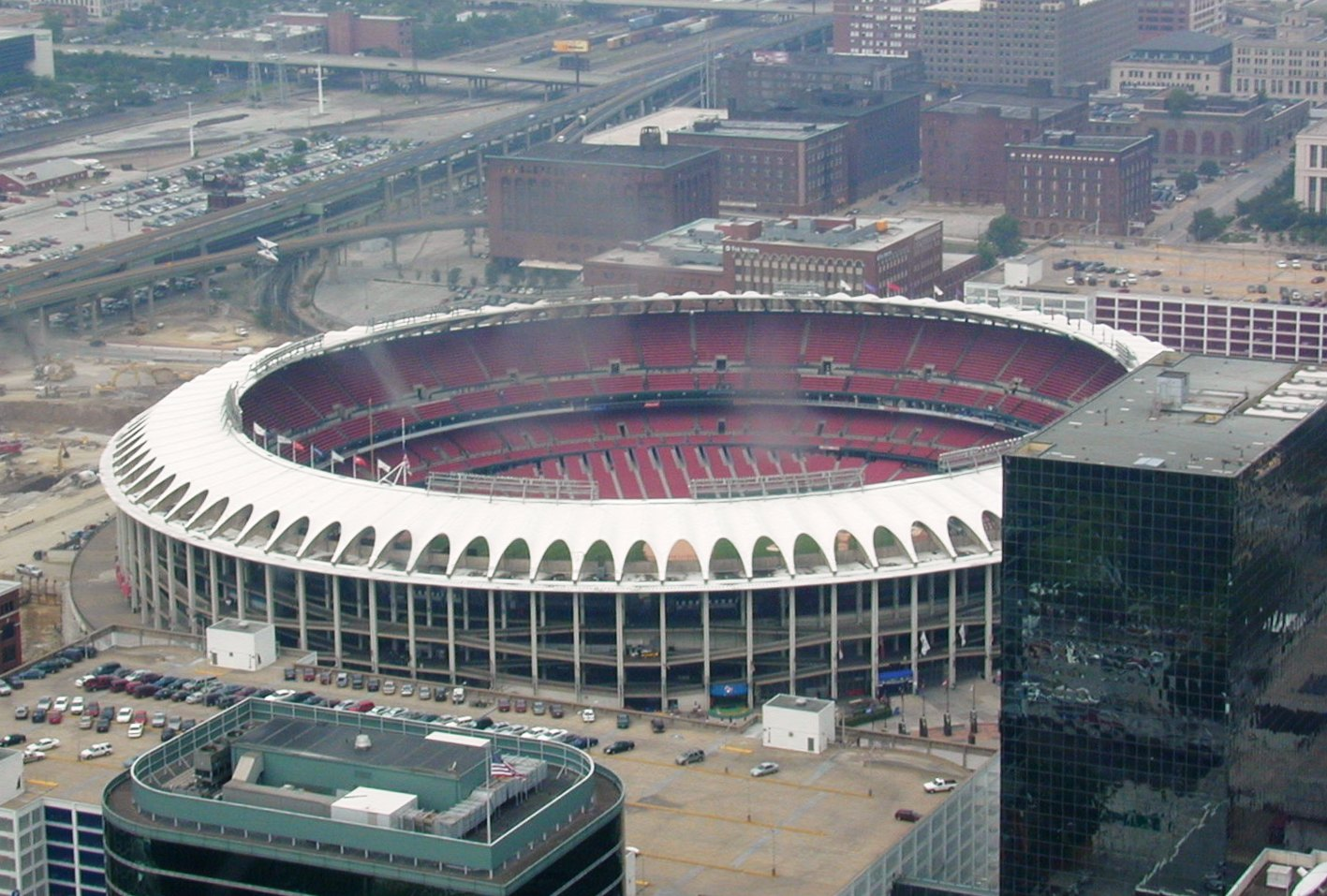
Буш Стадіум (Busch Stadium)

«Сент-Луїс Кардіналс» (англ. St. Louis Cardinals) заснована у 1882 професійна бейсбольна, що розташована в місті Сент-Луїс, штат Міссурі. Команда є членом Центрального дивізіону, Національної бейсбольної ліги, Головної бейсбольної ліги.
У 1892 команда стала членом Національної бейсбольної ліги. З часу заснування команда мала декілька назв:
- Сент-Луїс Браун Стокінґс (St. Louis Brown Stockings), 1882-1883
- Сент-Луїс Браунс (St. Louis Browns), 1883-1898
- Сент-Луїс Перфектос (St. Louis Perfectos)1899
- Сент-Луїс Кардиналс (St. Louis Cardinals)1900 —- понині

Домашнім полем для «Сент-Луїс Кардиналс» — Буш Стедіум.
«Кардиналс» вигравали Світову серію (бейсбольний чемпіонат США) десять разів у роках 1926, 1931, 1934, 1942, 1944, 1946, 1964, 1967, 1982 і 2006 роках. 